# 1 contro 100
1 contro 100 è stato un programma televisivo italiano di genere game show andato in onda su Canale 5 dal 7 maggio 2007 al 13 gennaio 2008, nella fascia preserale, condotto da Amadeus con la partecipazione di Giovanna Civitillo, e programmato nella prima edizione tutti i giorni (dal 7 al 13 maggio 2007), poi dal lunedì al sabato (dal 14 maggio al 16 giugno e dal 17 al 22 settembre 2007) e poi ancora nella seconda ed ultima edizione tutti i giorni, ad eccezione della stagione estiva, durante la quale andava in onda dal lunedì al venerdì dal 18 giugno al 14 settembre 2007.
Il programma era tratto dal format olandese 1 vs. 100, prodotto da Endemol, e trasmesso in oltre 20 paesi del mondo.

## Storia
Nel dicembre 2006, il vicepresidente di Mediaset Pier Silvio Berlusconi annunciò che in primavera, la fascia preserale sarebbe stata affidata ad una nuova trasmissione condotta da Amadeus (dopo il fallimento del suo precedente Formula segreta). La scelta definitiva cadde su 1 contro 100, format prodotto dalla Endemol.
Il programma debuttò il 7 maggio 2007 in sostituzione di Chi vuol essere milionario? condotto da Gerry Scotti. La prima puntata ottenne un ottimo risultato, con 4.003.000 e il 25,61% di share. Fino al 29 giugno il programma continuò ad ottenere buoni ascolti, attestandosi a una media di 3,7 milioni di spettatori e il 22,06% di share, raggiungendo quasi la stessa media del predecessore condotto da Gerry Scotti; nonostante i buoni ascolti però, la sfida veniva sempre vinta da L'eredità di Carlo Conti che raggiungeva circa 5 milioni di spettatori e il 30% di share. A partire dal 2 luglio 2007 il programma si scontrò con il nuovo quiz Reazione a catena condotto da Pupo. Dopo un testa a testa iniziale, dalla metà di luglio il quiz di Canale 5 riuscì a sorpassare quotidianamente il programma di Rai 1. Per tutta l'estate la trasmissione di Amadeus ottenne una media di 3 milioni di spettatori e il 22% di share, e il conduttore ravennate pensò di allungare l'impegno con il programma per tutta la stagione oltre il gennaio 2008. Nonostante il buon successo ottenuto, a partire dal 24 settembre 2007 il quiz, dopo essere andato in onda per tutta l'estate, venne sostituito da Chi vuol essere milionario?, per volere dello stesso Pier Silvio Berlusconi, in modo da non legare le fortune della rete esclusivamente a 1 contro 100, scelta non gradita da Amadeus.
Il 10 dicembre 2007 il programma tornò in onda, per testare il format, fuori garanzia, durante la stagione autunnale. Dopo alcune puntate, gli ascolti si stabilizzarono tra il 20 e il 22% di share, similmente al dato estivo. Il 13 gennaio 2008 i dirigenti Mediaset decisero di sospendere definitivamente la produzione e al suo posto tornò Chi vuol essere milionario? condotto da Gerry Scotti. Tuttavia Amadeus non prese bene la cosa, e sarà questa una delle cause principali del suo ritorno in Rai nell'autunno 2009. Il programma tornò in onda con le repliche di alcune puntate nell'estate 2010. In onda a partire dal 12 luglio 2010 nella fascia preserale di Canale 5, vennero anch'esse soppresse dopo due settimane di messa in onda per via dei bassi ascolti.
La puntata più vista in assoluto fu quella del 12 luglio 2007 che ha ottenuto 2.723.000 spettatori e il 24,97% di share, saliti a 4.005.000 spettatori e il 31,16% di share nell'ultima frazione di gioco.
Nel corso della trasmissione italiana sono stati sei i concorrenti che riuscirono ad abbattere tutti e 100 i componenti del "Muro" aggiudicandosi il premio finale di 200 000 euro.

### Edizioni
| Edizione | Periodo          | Periodo           | Conduzione                                          | Studio                                                         |
| Edizione | Inizio           | Fine              | Conduzione                                          | Studio                                                         |
| -------- | ---------------- | ----------------- | --------------------------------------------------- | -------------------------------------------------------------- |
| 1ª       | 7 maggio 2007    | 22 settembre 2007 | Amadeus con la partecipazione di Giovanna Civitillo | Studio 11 del Centro di produzione Mediaset di Cologno Monzese |
| 2ª       | 10 dicembre 2007 | 13 gennaio 2008   | Amadeus con la partecipazione di Giovanna Civitillo | Studio 11 del Centro di produzione Mediaset di Cologno Monzese |

## Svolgimento
Come dice anche il titolo, un concorrente (dovutamente prescelto) ne sfida altri 100 per portare a casa il montepremi in palio. Il concorrente e i 100 avversari devono rispondere a una serie di domande con tre opzioni di risposta. Per ognuno dei cento avversari che risponde in maniera errata il prescelto guadagna dei soldi, partendo da 50 euro per la prima domanda, poi: 100, 150, 200, 250, 300, 400, 500, 700 fino ad arrivare a 1 000 euro dalla decima domanda in poi. Ad esempio, se il prescelto risponde correttamente alla domanda da 50 euro, guadagna 50 euro per ogni avversario che avrà dato la risposta sbagliata, eliminandolo dal gioco. Dopo ogni risposta esatta egli può decidere se tenere i soldi guadagnati fino a quel momento oppure continuare a giocare contro il "Muro" passando alla domanda successiva. Se invece lo sfidante risponde in maniera errata, la somma da lui accumulata fino a quel momento viene divisa dai concorrenti del Muro ancora in gioco. Il concorrente può anche ritirarsi dopo aver sentito la domanda, ma deve accontentarsi del 25% del premio accumulato.
Dal mese di giugno 2007 viene data un'ulteriore possibilità al concorrente qualora sbaglino tutti nel muro: egli può infatti andarsene con i soldi accumulati anche se ha già dato la risposta (giusta o sbagliata che sia), rinunciando ai 200 000 €. Se il concorrente vuole invece vincere i 200 000 € deve andare a verificare la sua risposta col rischio di perdere tutto in caso di errore.
Durante tutto il percorso lo sfidante ha a disposizione tre jolly utilizzabili al prezzo di 1 000 euro l'uno, da usare nell'ordine:
- Passo (non risponde alla domanda ma passa ugualmente al livello successivo; se tutti i giocatori del muro superstiti sbagliano la domanda per la quale lo sfidante ha usato il primo jolly, lo sfidante va a casa direttamente con 200 000 €);
- La seconda chance (la possibilità di dare due risposte per una stessa domanda);
- Chi la pensa come me (per sapere quanti concorrenti del muro hanno dato la sua stessa risposta).

Nel mese di luglio 2007 il terzo jolly è stato rinnovato, dando la possibilità al concorrente che lo utilizza di ragionare solo su due possibili risposte.
Nel caso in cui lo sfidante riuscisse ad eliminare tutti e 100 i componenti del muro si aggiudicherebbe il montepremi di 200 000 euro.
Inoltre vi era la caratteristica domanda oggetto in cui compare Giovanna Civitillo; è una domanda alla quale Giovanna porta in studio un oggetto che viene nominato in una domanda, con un indizio oppure con la risposta incorporata (nel qual caso si scoprirà solo dopo che il concorrente ha dato la risposta).